# Cinara acutirostris
Cinara acutirostris är en insektsart som beskrevs av Hille Ris Lambers 1956. Cinara acutirostris ingår i släktet Cinara och familjen långrörsbladlöss. Inga underarter finns listade i Catalogue of Life.